# Anita Ganeri
Anita Ganeri – autorka książek popularnonaukowych, głównie dla dzieci i młodzieży.
Urodziła się w Kalkucie, skąd jej rodzina emigrowała do Europy. Jest autorką publikacji z serii Horrible Geography, w Polsce wydawanych w ramach serii Monstrrrualna erudycja. Łącznie opublikowała ponad 100 książek.

### Horrible Geography
Zobacz osobny artykuł Horrible Geography

### Akta Ziemi
1. Lasy
2. Pustynie
3. Góry
4. Oceany

### Ciekawe dlaczego
Seria dla dzieci najmłodszych. Ganeri napisała poszczególne tomy.
1. Morze jest słone
2. Wielbłądy mają garby
3. Wieje wiatr
4. Śnieg na szczytach gór nie topnieje

### Pojedyncze tomy
1. Przyroda, fakty. Rodziny zwierząt
2. Miseczka matki Teresy

i inne

## Nagrody
Otrzymała srebrną nagrodę Royal Canadian Geographical Society.